# Toper
Toper je slovensko tekstilno podjetje in blagovna znamka. Ime podjetja je akronim iz besed tovarna (to-) perila (-per).

## Zgodovina
Začetki podjetja segajo v obdobje po 2. svetovni vojni. Prva predilnica je nastala leta 1945. Pod blagovno znamko Toper so sprva izdelovali le srajce iz najlona, kasneje ko pa sta podjetje prevzela slovenska športnika Dominko Uršič in Marko Jezernik pa še športna oblačila. Največji uspeh je podjetje doživelo s športnimi oblačili v 80. letih 20. stoletja, ko je opremilo veliko reprezentanc (jugoslovanska, češkoslovaška, argentinska, grška, romunska, madžarska, bolgarska, avstrijska, nemška in še nekaj drugih), ki so sodelovale na zimskih olimpijskih igrah v Sarajevu.
Podjetje je propadlo kmalu po osamosvojitveni vojni in z njim tudi blagovna znamka. Blagovna znamka je ponovno zaživela v začetku 21. stoletja.